# 江有生
江有生（1921年12月—2015年），原名江文著，男，汉族，广东珠海人，中国漫画家，曾任中国美术家协会书记处书记。